# Talis gigantalis
Talis gigantalis là một loài bướm đêm trong họ Crambidae.